# Bouvaincourt-sur-Bresle
Bouvaincourt-sur-Bresle es una comuna francesa situada en el departamento de Somme, en la región de Alta Francia.

## Demografía
| 528 | 618 | 542 | 569 | 635 | 694 | 800 |
| Para los censos de 1962 a 1999 la población legal corresponde a la población sin duplicidades (Fuente: INSEE [Consultar]) |     |     |     |     |     |     |